# БИСИС
БИСИС (Библиотечко-информациони систем Србије) је највећи српски библиотечки пословни софтверски систем, развијен од стране српских ИТ стручњака и библиотекара 1996. године. Имплементиран је у више од 60 библиотека у Србији, јавних, специјалних, високошколских и школских. БИСИС у свом пословању користе највеће јавне библиотеке у Србији, које имају око 250.000 активних чланова. Електронски каталог (ОПАК) овог система садржи преко 1,2 милиона библиографских записа.

## Историја
У оквиру удружења Група за информационе технологије (ГиНТ) из Новог Сада, на челу са професором Душаном Сурлом, реализован је библиотечки софтверски систем назван БИСИС, који је почео да се развија 1993. године. Министарство за науку и технологију Републике Србије је у току 1991. године започело активности на развоју Система научних и технолошких информација Србије (СНТИС). У оквиру СНТИС-а финансиран је, у периоду од 1993. до 1996. године, пројекат Систем за формирање и претраживање информација. Као резултат истраживања на два подпројекта Пројектовање и реализација Јединственог система за индексирање и претраживање докумената (реализатор Институт Михајло Пупин, Београд) и Пројектовање и изградња Библиотечког подсистема СНТИС (реализатор Природно-математички факултет у Новом Саду) добијен је софтверски систем за библиотечко пословање БИСИС вер.1. Прва верзија система почела је да се користи у библиотекама 1996. године. Развој система БИСИС настављен је и после 1996. године на Универзитету у Новом Саду. Уследиле су верзије 2.0 и 3.0. Од 2005. године развија се пројекат Библиотечка мрежа Војводине, подржан од ресорних покрајинских секретаријата Владе АП Војводине. Према захтевима факултетских, градских и специјализованих библиотека урађена је следећа верзија система, БИСИС вер. 4.0. Ова верзија омогућава да се систем прилагоди специфичним потребама сваке библиотеке и самим тим да се задовоље сви захтеви електронског пословања библиотеке. Такође, значајно је унапређен кориснички интерфејс како за обраду тако и за позајмицу библиотечке грађе. Додат је и већи број извештаја о библиографским записима и о коришћењу библиотечке грађе. Библиотека Департмана за математику и информатику Природно-математичког факултета у Новом Саду прва је прешла на нову верзију 2007. године.
До развоја пете верзије на клауд платформи (у „облаку”)  серверска страна била је инсталирана на машинама смештеним у појединачним библиотекама и свака од њих је одржавала своју инстанцу система. То је отежавало одржавање система и успоравало његов даљи развој. Након развоја система на клауд платформи и увођења нових технологија ови проблеми су превазиђени, а убрзан је и развој сервиса какви су набавка грађе, ревизија, приступ и управљање електронским и дигиталним материјалима. Најновија верзија система, БИСИС 5, имплементирана је 2017. године, и од тада се стално унапређује, уз подршку Министарства културе Републике Србије. Коришћење овог новог система смањује трошкове за хардверску инфраструктуру и одржавање, омогућује флексибилно решење и поједностављује интеграцију нових услуга у систем.  Библиотеке које немају довољно информатичких ресурсаили одговарајућу информационо-комуникациону инфраструктуру ове проблеме могу превазићи управо преласком на клауд решење.

### БИСИС 5
По свом квалитету и функционалностима БИСИС 5 је у рангу најсавременијих светских библиотечко-информационих система. Путем њега библиотеке обављају најзначајније стручне послове: набавку, каталогизацију – инвентарисање и обраду грађе, упис и евиденцију чланова, циркулацију – евиденцију позајмљивања грађе, ревизију и друге. У оквиру њега се налази електронски каталог библиотека путем којег корисници могу претражити библиотечки фонд и извршити резервацију жељене грађе.
БИСИС има и своју мобилну апликацију – мБИСИС, која корисницима нуди низ функционалности:
- претраживање е-каталога и коришћење свих његових функционалности – кориснички профил, резервација књига и продужење рока за враћање, историја читања и друго,
- електронска чланска карта,
- препоруке за читање,
- програмска дешавања,
- мапа библиотека,
- обавештења,
- најчешћа питања,
- услуга „Питај библиотекара” у виду чета...[2]

#### Развој БИСИС-а 5
Развој и унапређење библиотечког информационог система БИСИС 5 је један од најважнијих и најкомплекснијих националних библиотечких пројеката који у континуитету траје од 2017 године. Покренуле су га три матичне јавне библиотеке: Библиотека града Београда, Градска библиотека у Новом Саду и Библиотека шабачка. Од 2020. године прикључиле су се и јавне библиотеке из Обреновца, Лазаревца и Палилуле.
До сада је реализовано 5 посебних пројеката / фаза развоја и унапређења БИСИС-а 5:
- фаза 1 (2017) — Развој и инсталација Бисис-а 5 у „облаку”: развијена је нова верзија система, омогућено је његово јединствено коришћење уз синхронизовану размену података у неограниченом броју библиотека. Значајно је унапређена хардверска инфраструктура, а брз проток информација обезбеђен је повезивањем опреме на Академску мрежу.
- фаза 2 (2018) — Развој и инсталација Бисис-а 5 у „облаку”: Додатно су усавршене основне функционалности БИСИС-а 5 – обрада, циркулација и извештавање, чиме је систем унапређен у стручном смислу. Такође је додатно унапређена безбедност система.
- фаза 3 (2019) — Развој софтвера за набавку, интерактивног електронског каталога и обједињене претраге у систему: Развијен је софтвер за аутоматизацију набавке бибиотечко-информационе грађе, израђен интерактивни електронски каталог и омогућена обједињена претрага каталога свих библиотека у систему. Израђен је иновативни интерактивни електронски каталог. Пројектом је израђен и својеврсни узајамни каталог,[10] чиме је омогућена обједињена претрага каталога свих библиотека које се налазе у систему БИСИС.
- фаза 4 (2020) — Развој софтвера за ревизију, праћење референсне делатности и унапређење аутоматизације уписа: Развој софтвера за аутоматизацију процеса ревизије библиотечког фонда, евиденцију и извештавање о референсној делатности библиотека (први овакав софтвер у Србији) и развој подршке за аутоматизацију уписа путем електронских личних карата.
- фаза 5 (2020) — Прикључивање БИСИС-а 5 на Претраживач културног наслеђа: Кроз овај пројекат систем БИСИС 5, тачније његови записи, треба да се прикључе на Претраживач културног наслеђа – обједињени портал за претрагу културног наслеђа Републике Србије, којим управља Министарство културе Републике Србије, и то успостављањем сталне везе између ова два система. На овај начин ће изузетно вредне колекције библиотека које користе БИСИС 5 постати претраживе и видљиве на Порталу.[9]

## БИСИС Конзорцијум
Дана 22. децембра 2023. године петнаест српских јавних библиотека основало је БИСИС конзорцијум, са циљем одржавања, развоја и промоције система БИСИС. БИСИС конзорцијум чини петнаест јавних библиотека: Библиотека града Београда, Градска библиотека у Новом Саду, Библиотека шабачка, Градска библиотека Панчево, Библиотека „Глигорије Возаровић” у Сремској Митровици, Народна библиотека „Јован Поповић” у Кикинди, Библиотека „Милутин Бојић”, у београдској општини Палилула, Библиотека „Влада Аксентијевић” у Обреновцу, Библиотека „Димитрије Туцовић” у Лазаревцу, Народна библиотека „Свети Сава” у Аранђеловцу, Библиотека „17. септембар” у Малом Зворнику, Народна библиотека „Бранислав Нушић” у Новом Кнежевцу, Библиотека „Диша Атић” у Владимирцима, Српска читаоница у Иригу, Библиотека „Милован Глишић” у Љубовији. Оснивањем конзорцијума створена је чврста основа за даље, стратешки фокусирано, унапређење овог српског библиотечко-информационог система.

## Функције
Систем БИСИС подржава локални рад библиотеке и рад у библиотечкој мрежи кроз следеће основне функције:
- Обрада библиографске грађе по UNIMARC стандарду
- Подешавање радног окружења библиотекара
- Извештавање и документовање
- Циркулација библиографске грађе
- Преузимање записа у локалу
- Узајамна каталогизација у библиотечкој мрежи
- Подешавање UNIMARC формата
- Корисничко претраживање (OPAC)
- Администрација система

### Софтверске и хардверске карактеристике
- Интернет-интранет, вишеслојна софтверска архитектура
- Имплементација у Java окружењу
- Рад с различитим оперативним системима
- Рад с различитим базама података
- Подршка за UNICODE стандард
- Подршка за рад мреже библиотека
- Решење засновано на отвореном коду
- Рад на стандардним персоналним рачунарима[11]